# Selim III
Selim III (turco otomano: سليم ثالث Selīm-i sālis) (Constantinopla, 24 de dezembro de 1761 – Constantinopla, 28 de julho de 1808) foi um sultão do Império Otomano desde 1789 a 1807. Era filho de Mustafá III. Embora considerado como um governante esclarecido, os janízaros, eventualmente deposto e aprisionou-o e colocou seu primo Mustafa no trono como Mustafa IV. Selim foi posteriormente morto por um grupo de assassinos.

## Vida
Selim III era filho do Sultão Mustafa III e de sua esposa Mihrişah Sultan. Sua mãe, Mihrişah Sultan, é originária da Geórgia e, quando se tornou a sultão Valide, participou da reforma das escolas do governo e do estabelecimento de corporações políticas. Seu pai, o sultão otomano Mustafa III era muito bem educado e acreditava na necessidade de reformas. Mustafa III tentou criar um exército poderoso durante os tempos de paz com soldados profissionais e bem educados. Isso foi motivado principalmente por seu medo de uma invasão russa. Durante a Guerra Russo-Turca, ele adoeceu e morreu de um ataque cardíaco em 1774. O sultão Mustafa estava ciente do fato de que uma reforma militar era necessária. Ele declarou novos regulamentos militares e abriu academias marítimas e de artilharia.
O sultão Mustafa foi muito influenciado pelo misticismo. Oráculos previram que seu filho Selim seria um conquistador mundial, então ele organizou uma festa alegre que durou sete dias. Selim foi muito bem educado no palácio. O sultão Mustafa III legou seu filho como seu sucessor; no entanto, o tio de Selim, Abdul Hamid I, subiu ao trono após a morte de Mustafá. O sultão Abdul Hamid I cuidou de Selim e deu grande ênfase à sua educação.

Após a morte de Abdul Hamid, Selim o sucedeu em 7 de abril de 1789, com menos de 27 anos. O sultão Selim III gostava muito de literatura e caligrafia; muitas de suas obras foram colocadas nas paredes de mesquitas e conventos. Ele escreveu muitos poemas, especialmente sobre a ocupação da Crimeia pela Rússia. Ele falava árabe, persa e búlgaro sérvio fluentemente. Selim III mostrou grande importância para o patriotismo e a religião. Ele demonstrou suas habilidades em poesia, música e gostava de artes plásticas e do exército.

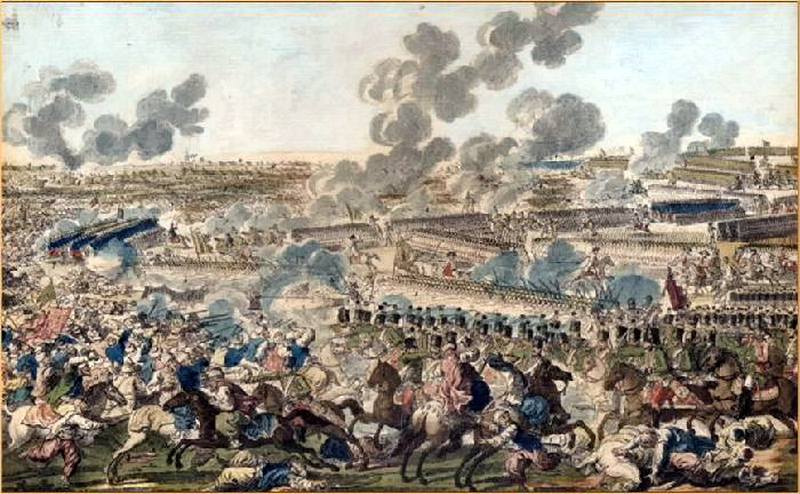
Conflito entre as tropas russo-austríacas e turcas otomanas na batalha de Rymnik.
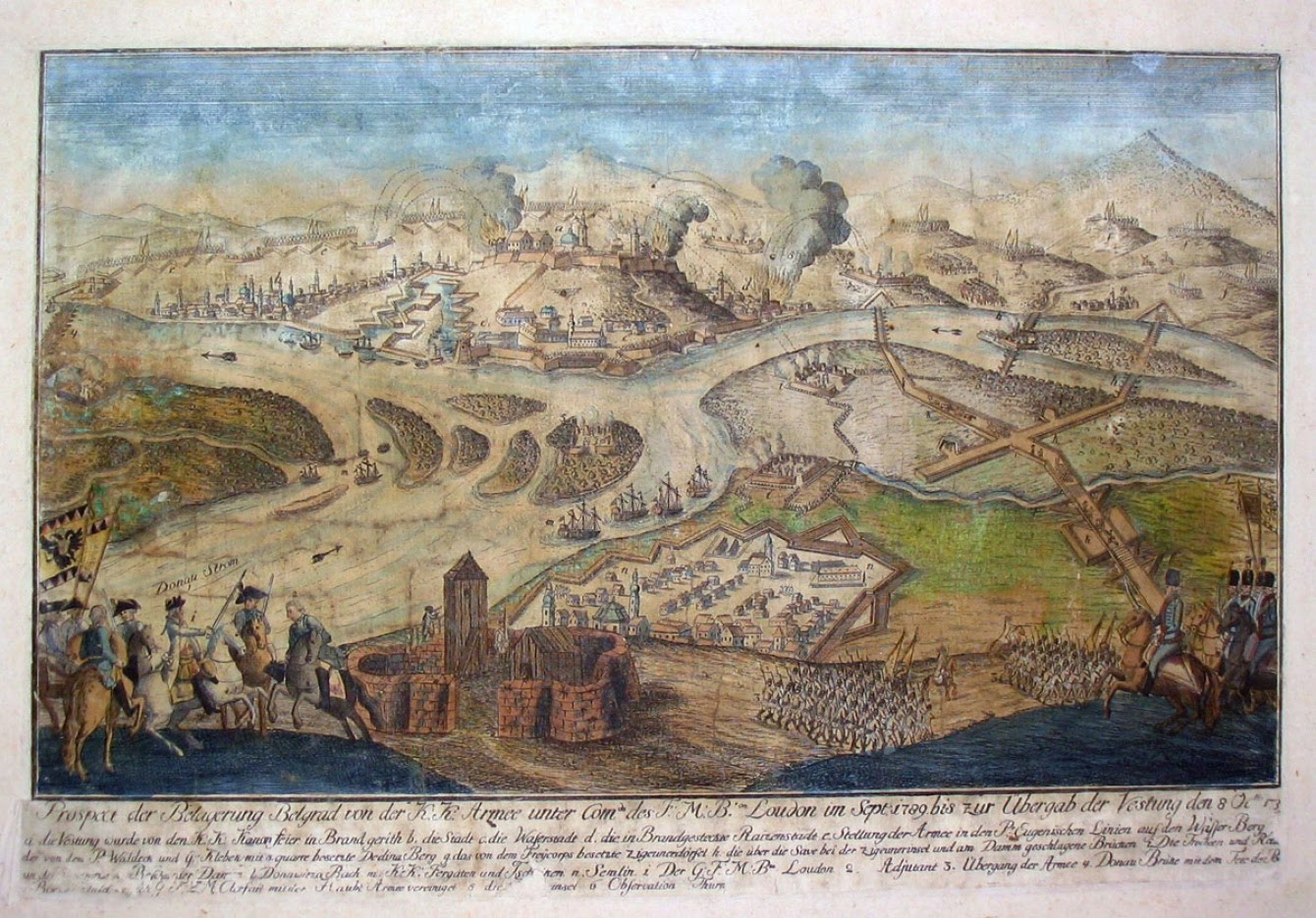
Cerco austríaco de Belgrado em 1789.